# Ice (miniserie televisiva)
Ice è una miniserie televisiva britannica del 2011 diretta da Nick Copus, basata sull'omonimo romanzo di James Follett.

## Trama
Siamo nel 2020 e lo scienziato ambientale Thom Archer scopre che la multinazionale Halo, un'impresa di perforazioni della Groenlandia sta causando lo scioglimento dei suoi ghiacciai. Gli avvertimenti di Archer vengono ignorati, così decide di partire per l'Artico per trovare prove inconfutabili. Al suo arrivo, si rende conto che l'umanità è in grave pericolo, e corre a casa per salvare la sua famiglia. Il ghiacciaio nel frattempo collassa, con conseguenze devastanti.